# Cliff Birkett
Clifford "Cliff" Birkett (17 tháng 9 năm 1933 – 11 tháng 1 năm 1997) là một cầu thủ bóng đá người Anh thi đấu ở vị trí tiền đạo. Sinh ra ở Haydock, Lancashire, ông thi đấu cho Manchester United, Southport và Macclesfield Town.